# Bunodeopsis australis
Bunodeopsis australis är en havsanemonart som beskrevs av Alfred Cort Haddon 1898. Bunodeopsis australis ingår i släktet Bunodeopsis och familjen Boloceroididae. Inga underarter finns listade i Catalogue of Life.